# Estação Rei Sejong
Está localizado na Península de Barton, localizada na Ilha Rei George, no arquipélago das Shetlands do Sul, na Península Antártica.